# Tombak (Musikinstrument)

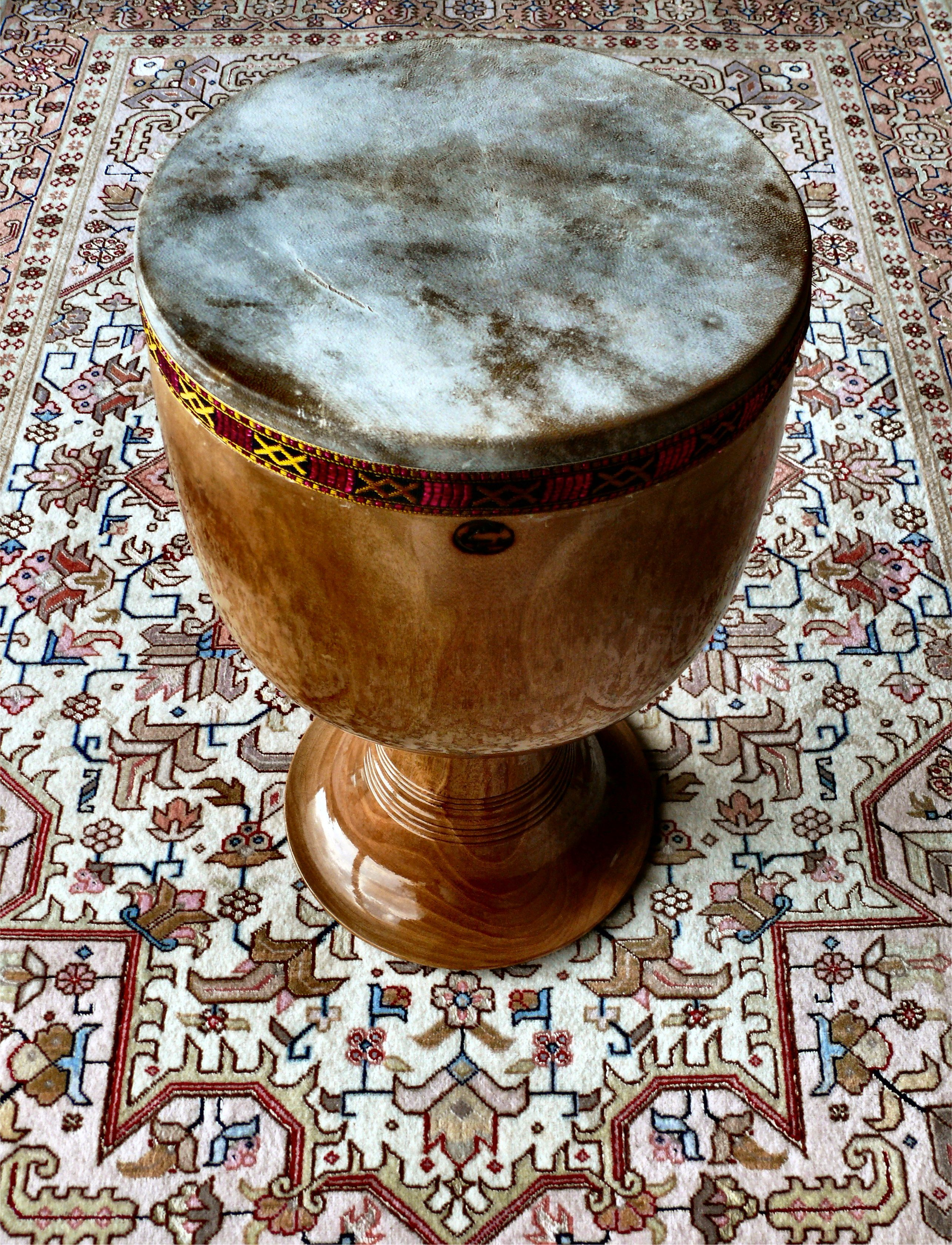
In Isfahan hergestellte tombak aus Kastanienholz

Tombak – auch tonbak, dombac, dombak, donbak, dumbek (persisch تنبک / تمبک ) oder zarb (ursprünglich arabisch für ‚Schlag‘ bzw. „Beat“) genannt – ist eine mit den Händen geschlagene hölzerne Bechertrommel (auch Kelchtrommel genannt), die in der persischen Volksmusik und in der klassischen persischen Musik Irans das am häufigsten gespielte Perkussionsinstrument darstellt.

## Bauform
Der Korpus der tombak wurde früher meist aus festem Maulbeerbaumholz geschnitzt, wird aber heute fast nur noch aus anderen Harthölzern (vorwiegend Nussbaum und Esche) gedrechselt. Die Form des Korpus weist Ähnlichkeiten mit einem Rotweinglas auf (allerdings mit einer Bohrung durch den Fuß) und wird traditionell aus einem Stück gefertigt. Einige Instrumentenbauer verwenden aber auch aus vielen Stücken gefügte Rohlinge, um dekorative Holzmuster zu erzeugen. Die obere weite Öffnung wird mit Tierhaut, meist von Kamel, Ziege oder Kalb bespannt, indem die enthaarte Haut in Wasser eingeweicht, dann über die Öffnung gespannt und mit aus der persischen Sarisch-Wurzel (von einer Steppenkerzen-Art) hergestelltem Leim (سریش serīš) auf dem Außenrand festgeklebt wird. Beim Trocknen zieht sich die Haut zusammen und erhält so ihre Spannung. Traditionell kann die Tonhöhe nur durch Erwärmung über die Feuchtigkeit der Felles beeinflusst werden. Es gibt allerdings einige mechanisch stimmbare Tombaktypen; einer ist vom iranischen Ney-Spieler und Architekten Hossein Omoumi entwickelt worden. Es gibt unzählige Hersteller, meist kleine Betriebe; außerhalb Irans sind aber vorwiegend Instrumente des Großproduzenten Helmi erhältlich.

## Spielweise

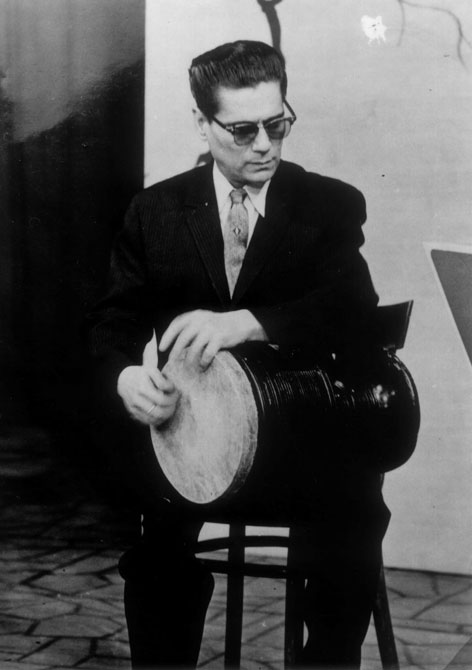
Hossein Tehrani (1912–1974) gilt als Begründer des modernen Tombak-Spiels im Iran.

Die tombak wird im Sitzen gespielt, normalerweise im Schneidersitz am Boden, jedoch oft auch auf einem Stuhl. Die Handtrommel liegt bei Rechtshändern auf dem linken Oberschenkel, wodurch sich für die beiden Hände eine unterschiedliche Spielposition ergibt. Trotz einiger Gemeinsamkeiten mit anderen Bechertrommeln (wie der darabuka oder der afghanischen zerbaghali) unterscheidet sich die Spieltechnik der tombak deutlich von der ihrer meisten Verwandten. In modernen Spielweisen werden alle Finger in sehr differenzierter Weise (auch einzeln) eingesetzt. Die wahrscheinlich namensgebenden Silben tom (bzw. dom) und bak korrespondieren mit zwei (Haupt-)Klängen: der tiefe (tom) wird durch einen Schlag nahe der Fellmitte mit den Fingerkuppen und dem Handballenansatz der gewölbten Hand erzeugt und der hohe (bak) durch einen Schlag mit der Kuppe eines oder zweier Finger am Rande des Felles.
Eine andere Etymologie führt den Namen des Instruments auf das Wort chombak, die Bezeichnung eines irdenen Topfes, zurück. Auch die große, im Zurchaneh vom Morsched gespielte tombak-e zurchāneh besteht aus Ton.
Der volle Wirbel (riz-e por) ist ein typisches Element des Tombakspiels und wird von vielen Perkussionisten auch auf anderen Trommeln oft angewendet. Er wird bei Rechtshändern mit allen fünf Fingern der rechten und den vier freien Fingern (also ohne den Daumen) der linken Hand durch alternierende Schläge der ganzen Hand erzeugt. Dabei werden die Finger jeder Hand so geführt, dass sie nicht alle gleichzeitig, sondern einer nach dem anderen das Fell berühren, wodurch eine schnelle Schlagfolge entsteht. In Kombination mit Schlägen in hohem Tempo am Rand erhält man ein weiteres charakteristisches Element (eschareh). Auch ein mit zwei Fingern am Rand der Tombak erzeugter harter Klang (peleng) ist typisch für deren Spielweise.

## Bedeutung
Heutzutage ist die tombak nicht bloß für das Metrum eines Musikstückes verantwortlich, sondern gewöhnlich ist ihr melodischer Klang, wie der jedes anderen Instrumentes, wichtiger Bestandteil der Musik. Bis zur Mitte des 20. Jahrhunderts wurde die tombak jedoch nicht als Solo-Instrument angesehen (ein Zarb-Spieler und Sänger im Privatensemble von Nāser ad-Din Schāh war etwa Āqā Bāshi). Dies änderte sich erst durch die Leistungen des großen Meisters Hossein Tehrani (1912–1974). Die Schule Tehranis wurde in Europa vor allem durch dessen Schüler Djamchid Chemirani, der seit Ende der 1960er Jahre in Frankreich lebt und arbeitet, verbreitet. Nach Tehrani entwickelten Bahman Rajabi, Nasser Farhangfar und andere die Spieltechniken auf vielfältigste Weise weiter. Heutige Zarbisten leisten Beiträge zur weiteren Entwicklung der Spieltechnik. Zu ihnen zählen beispielsweise Keyvan Chemirani, Zia Mirabdolbaghi, Madjid Khaladj (* 1963 in Qazvin), Navid Afghah, Mohammad Akhavan, Pejman Hadadi, David Kuckhermann, Mohammad Reza Mortazavi und Pedram Khavar Zamini (oder Khavarzamini) sowie Peyman Nasehpour und Hadi Alizadeh. Im Gegensatz zur Tombak haben andere persische, afghanische oder arabische Perkussionsinstrumente (wie dohol, doholak, naqqare, kūs usw.) keinen Eingang in die persische Kunstmusik gefunden.